# اولدزموبیل استارفایر

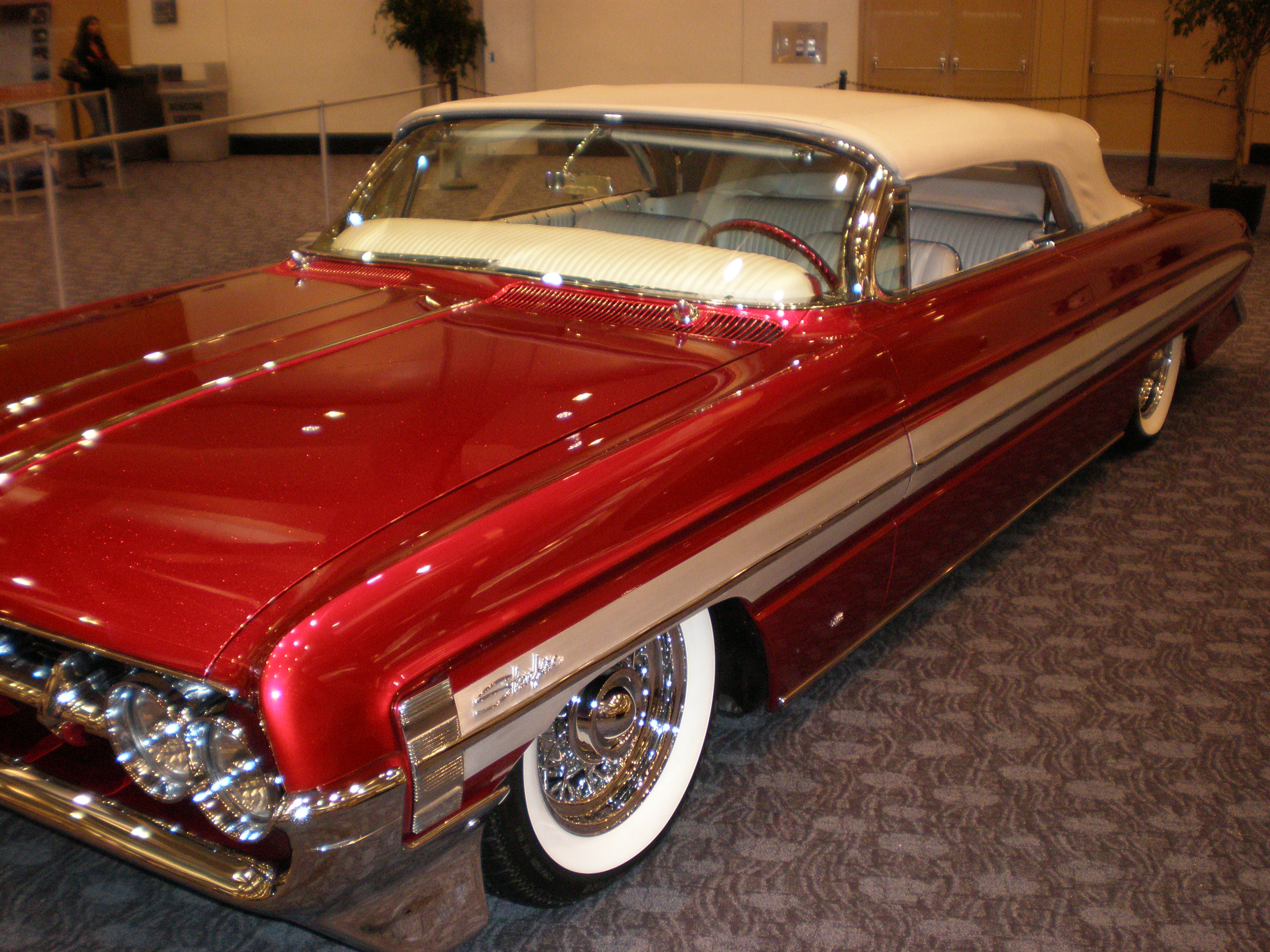

اولدزموبیل استارفایر (Oldsmobile Starfire) خودروی مفهومی است که در سال‌های ۱۹۶۰ تا ۱۹۶۶ - ۱۹۷۴–۱۹۷۹ توسط شرکت اولدزموبیل تولید شده‌است. 